# سیارک ۴۸۸۶
4886) كوژیما سیاركی است كه متعلق به كمربند سیاركی است كه در اول مارس 1981 توسط شلت جان اتوبوس از رصدخانه بهار Siding ، نیو ساوت ولز ، استرالیا كشف شد. که در ۱ مارس ۱۹۸۱ کشف شد.
قدر مطلق سیارک برابر ۱۴٫۵۰ است.